# Sanhadja de Srayr
Els Sanhaja de Srayr constitueixen un grup ètnic i una confederació tribal del nord del Maroc, establerts al centre del Rif.

## Composició tribal
Els Sanhaja de Srayr són organitzats en una confederació tribal o leff, que aplega 10 tribus d'origen sanhadja :
- Ketama,[2] als voltants de la localitat d'Ighadjaren i de Tlat Ketama, a l'oest d'Issaguen ;
- Aït Seddat,[2] a l'est d'Issaguen ;
- Taghzout;[2]
- Aït Khennous;[2]
- Aït Bounsar,[2] als voltants d'Izourdaz ;
- Aït Ahmed,[2] als voltants de la comuna de Beni Ahmed ;
- Aït Bouchibet;[2]
- Aït Bchir;[2]
- Zarqet;[2]
- Aït Mezdouy.[3]

## Llengua
El parlar amazic dels sanhadja de Srayr és proper als parlars de l'Atles Mitjà, tot i que amb forta influència del parlar rifeny veí.
De les tribus que constitueixen la confederació dels sanhadja de Srayr, la de Ketama és majoritàriament arabòfona i la d'Aït Seddat és totalment arabòfona, mentre que els altres tribus són amazigòfones. El parlar dels ketama és considerat com a diferent del de les altres tribus. i només és parlat a quatre llogarets de la regió: Aït Ahmed, Aït Aïssa, Makhzen i Asmmar, mentre que als llogarets del nord-est dels Aït Mezdouy parlen rifeny.
Le sanhaji de Srayr és considerat per la UNESCO com en situació crítica. En 2013, més de 50.000 persones parlaven sanhaji de Srayr.